# ポップアイ (ミサイル)
ポップアイ（Popeye）は、イスラエルの空対地ミサイル。アメリカ合衆国では、AGM-142 ハヴ・ナップ（AGM-142 Have Nap）として、採用された。

## 概要
イスラエルのラファエル・アドバンスド・ディフェンス・システムズが開発したミサイル。大型の地上目標へのスタンドオフ攻撃に使用される。
航空機から発射後は単段式固体燃料ロケットを動力に慣性誘導で飛行、終端誘導は赤外線画像方式かTV画像方式で行われる。また、発射機からデータリンクにより誘導することもできる。
弾頭は、重量340kgの爆風/破片式弾頭と重量360kgの徹甲弾頭の2種類が存在する。

## 運用
基本的には様々な航空機との互換性を持つ。アメリカ空軍では主にB-52H戦略爆撃機に搭載され、地上の大型固定目標への精密爆撃に使用されている。他の採用国では韓国空軍のKF-16戦闘機に、トルコ空軍のF-4E 2020 Terminatorに、オーストラリア空軍のF-111戦闘爆撃機の電子機器能力向上計画（APU）改修機に搭載されている。
また、イスラエル国防軍では航空機用だけでなく、潜水艦（ドルフィン級潜水艦）発射式核弾頭搭載型巡航ミサイルへと改造・運用していると見られている。
運用開始後も信頼性向上・コスト削減のために改良が重ねられており、飛翔翼やロケットエンジン、制御システムの新型コンポーネントへの換装が行われている。
ちなみに、湾岸戦争では実戦で使用可能だったが、「砂漠の嵐」作戦では使用されなかった。これは、イスラエルが設計したミサイルをイスラム世界のイラクに使用することを問題とした政治的配慮であると言われている。

## スペック

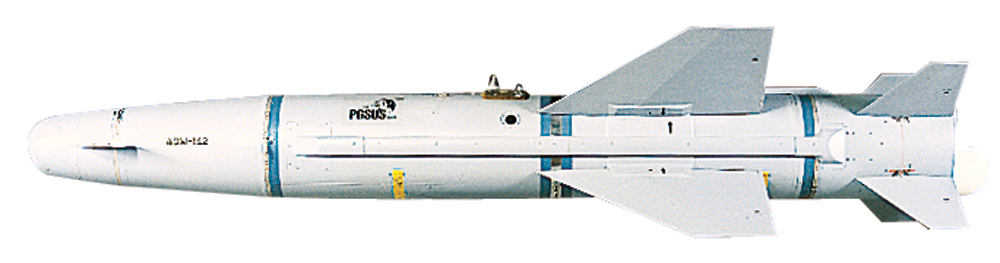
AGM-142

- 重量：1,360kg（3,000lb）
- 全長：4.82m（15ft10in）
- 直径：533mm（21in）
- 翼幅：1.98m（78in）
- 誘導：慣性誘導+赤外線画像/TV画像方式
- 動力：単段式固体燃料ロケット
- 射程：78km（48miles）

## 派生型
ポップアイII
小型化モデル。F-16などの軽量戦闘機用に全長424cm、重量1,125kgまで小型化されている。
ポップアイ Turbo SLCM
潜水艦発射式の巡航ミサイル。全長6.25mに大型化され、射程も320kmまで延長されている。

## 採用国
- イスラエル
- インド - 2024年時点で、インド空軍がポップアイII（Crystal Maze）を保有[1]。
- アメリカ合衆国
- 韓国
- オーストラリア
- トルコ